# سالي جاكوبسن
سالي جاكوبسن (بالإنجليزية: Sally Jacobsen)‏ هي صحفية أمريكية، ولدت في 12 يونيو 1946، وتوفيت في 12 مايو 2017.